# Relations entre Taïwan et l'Union européenne
Les relations entre Taïwan et l’Union européenne sont uniquement commerciales, en conformité avec la politique de « Chine unique » imposée par le gouvernement de la république populaire de Chine selon laquelle la Chine est Une et unie.
Cependant, l'Union européenne soutient la participation de Taïwan aux organisations internationales pour lesquelles le statut d’État n’est pas requis,.